# Lakócsa
Lakócsa es un pueblo ubicado en el distrito de Barcs, en el condado de Somogy, Hungría.

## Superficie
Posee una superficie de 25,32 kilómetros cuadrados.

## Demografía
Hasta 2019 la población era de 505 habitantes, con una densidad de población de 19,94 habitantes por kilómetro cuadrado.